# 상처유도 줄기세포 오목
상처유도 줄기세포 오목(injury-induced stem-cell niche)은 조직 손상 중에 생성되는 세포 미세 환경이다.

## 같이 보기
- 유도만능줄기세포
- 줄기세포 오목
- 니치 (동음이의)